# Georgiens namn

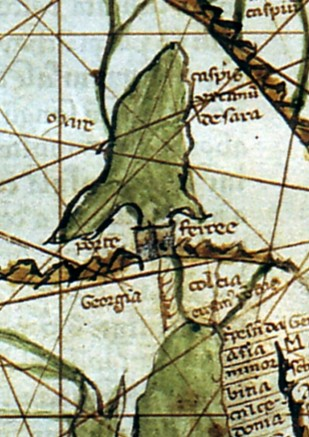
”Georgia” (Georgien), 1320

Georgien har flera namn. Georgier kallar sitt land Sakartvelo (საქართველო, "en plats för kartveler"). Slaviska människor kallar det Gruziya. Muslimska nationer kallar det Gurjistan. Armenierna kallar det Vrastan.
Alla utländska namn kommer från "gorğān", den persiska beteckningen på georgier, som utvecklats från mellanpersiska "wurğān", med rot från gammalpersiska "vrkān" () som betyder "vargars land". Detta återspeglas också i det gamla armeniska "virk", det är källan till det antika grekiska "Iberien”, som kom in på latin som "Hiberia". Omvandling av varkān till gorğān och förändring av v till g var ett fonetiskt fenomen i ordbildningen av forntida iranska språk. Alla exonymer är helt enkelt fonetiska varianter av samma rot "vrk" (dvs. varg).

## Endonym
Namnet består av två delar: kartvel-i, som refererar till en invånare i den centrala centrala georgiska regionen Kartlien-Iberien, och circumfix sa-X-o är en vanlig geografisk för att indikera "land där kartveler bor." Den tidigaste omnämningen av “Sakartvelo” inträffar i den georgiska kroniken som skrevs ungefär under åttonde århundradet. Under de närmaste 200 åren användes detta namn för att omfatta hela Georgiens rike efter Bagrat III-förenade Kartlien och Abchazien år 1008. Men termen blev fullt officiell i början av 1200-talet. Tyvärr var det en politisk katastrof under femtonde århundradet, och Kungariket Georgien föll ifrån varandra. Det bildade tre separata riken: Kachetien, Kartlien och Imeretien. Det bildade också fem stater: Megrelien, Svanetien, Samtskhe-Saatabago, Gurien och Abchazien. Trots att Georgien var politiskt uppdelad bland motsatta kungarier och stater, var det alltid ett hopp om förening.